# Cercopithecus roloway
Cercopithecus roloway је врста примата (Primates) из породице мајмуна Старог света (Cercopithecidae). Према неким систематикама ова врста има статус подврсте дијаниног мајмуна и наводи се под именом Cercopithecus diana roloway.

## Распрострањење
Ареал врсте је ограничен на тропско подручје дела западне Африке.

## Угроженост
Ова врста се сматра угроженом.